# Simpang Kota Medan
Simpang Kota Medan is een bestuurslaag in het regentschap Indragiri Hulu van de provincie Riau, Indonesië. Simpang Kota Medan telt 1496 inwoners (volkstelling 2010).